# 摩纳哥历史
摩纳哥的早期历史主要与保护地和摩納哥岩的战略价值有关。

## 早期历史和利古里亚人定居
在4万年前的旧石器时代后期，摩纳哥岩成为早期人类的避难所。

## 希腊殖民和大力神传说
摩纳哥的地名源自於約公元前6世纪，由來自希臘福基斯（Phocaea）地區的福基斯人於該地區附近所建立的希臘殖民地——摩諾伊科（Monoikos）。根據希臘神話，相傳大力士海格力斯曾途經這裡，因此福斯基人在此地建了一個神廟祭祀海克力斯，稱為「Monoikos」（希臘語：Μόνοικος，意指獨棟的房屋或神殿），並逐漸轉變成此處的地名。

## 罗马统治
作为尤利烏斯·凱撒进行希腊的中途停靠站，在高卢战争之后，Monoikos落入罗马的控制之中。

## 热那亚时代
摩纳哥一直在罗马帝国统治之下直至476年西罗马帝国的灭亡。摩纳哥之后在奧多亞塞的统治之下。直至5世纪后期，他的衰落使得摩纳哥转手至東哥特王國。在6世纪中期查士丁尼一世统治时期，摩纳哥重新被罗马帝国所控制。这个直至7世纪，被伦巴底人所夺取。
1191年，神聖羅馬皇帝亨利六世获得了热那亚的宗主权，这个是伦巴第人的大本营。1215年6月10日，由Fulco del Cassello领导的热那亚吉伯林派分支开始了在摩纳哥岩建立一个堡垒。这一天通常被认为是摩纳哥现代历史的开始。

## 格里马尔迪的兴起
摩纳哥于1215年再次被作为熱那亞的殖民地创建。自1297年，当弗朗索瓦·格里马尔迪乔装成天主教方济会的修士（在意大利语中称为“monaco”）占领了保护那块著名的礁石的要塞后，摩纳哥一直处于格里马尔迪家族统治下，唯一的例外是自1793年到1814年，摩纳哥是被法国控制的。

## 撒丁王国保护地

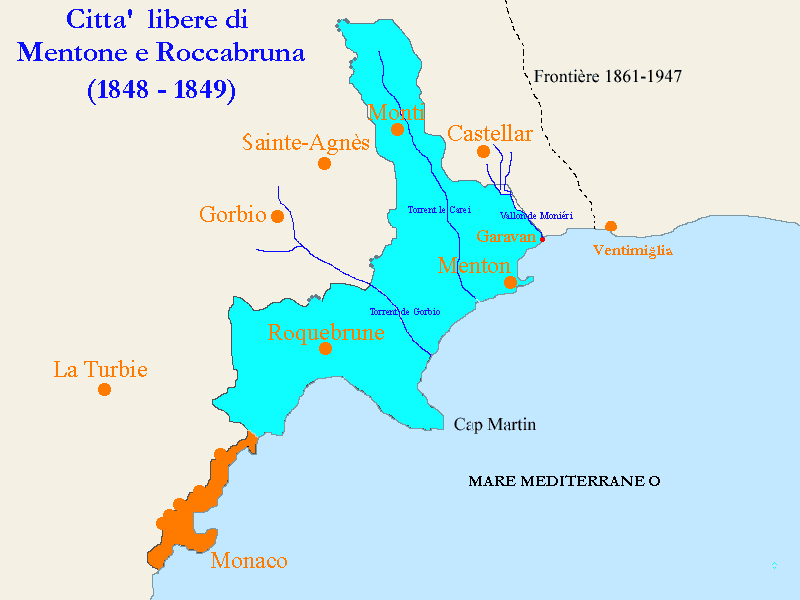
1848年—1849年摩纳哥（橙色）与芒通和罗克布吕讷自由城市（蓝色）形势图

1815年—1860年，维也纳会议指定撒丁王国为摩纳哥的保护国。1848年5月，芒通和罗克布吕讷两个城市脱离摩纳哥独立，组成“芒通和罗克布吕讷自由城市”，导致摩纳哥失去绝大部分领土；1849年5月，“芒通和罗克布吕讷自由城市”并入撒丁王国。

## 19世纪
1861年，摩纳哥的主权通过《法国-摩纳哥条约》确定。

## 20世纪
摩纳哥亲王曾经是至高无上的统治者，直到1911年第一部宪法被頒佈。1918年7月，签署了一份条约，条约规定法国在摩纳哥提供有限的保护。这条约被写入凡尔赛和约，建立了摩纳哥的政策应该按照法国的政治、军事、和经济利益进行调整。1919年同法国签订的条约规定，一旦国家元首逝世而没有男性后裔，摩纳哥将并入法国。
1942年，意大利军队侵入和占领了摩纳哥，建立了傀儡政府。 在1943年9月不久之后，随着墨索里尼在意大利倒台，德国占领了摩纳哥并且开始驱逐犹太人。
兰尼埃三世于1949年在其祖父路易二世去世后继承了王位。1962年颁布了一部新的宪法，废除了死刑，保护了女性的投票权，并建立了最高法院以保证基本的自由。1993年，摩纳哥成为联合国的正式成员国，具有完全投票权。

## 21世纪
2002年，法国与摩纳哥签订新的协议。如果王室没有新的继承人，摩纳哥仍旧保持一个独立国家。
2005年3月31日阿尔贝王子由於他的父親兰尼埃三世長期臥病在床，所以開始負起監國的任務。2005年4月6日兰尼埃亲王身故，阿尔贝王子即位，成为阿尔贝二世。阿尔贝二世于2005年7月12日正式成为摩纳哥的统治者，他的即位庆典在他的父亲兰尼埃三世举行葬礼的大教堂举行。他的即位有两次庆典，另一次庆典在2005年的11月9日举行。